# 晓道乡
晓道乡是中国陕西省安康市岚皋县下辖的一个乡。

## 行政区划
晓道乡下辖以下行政区：
双喜村、黄兴村、华兴村、明兴村、远景村